# Dr. Paul Meyer
Die Dr. Paul Meyer AG, ab 1941 Elektrofinanz AG war ein deutscher Hersteller für Elektrotechnik. Das Unternehmen mit Hauptsitz in Berlin wurde 1899 gegründet, befand sich seit 1927 fast zu 100 % in Besitz der AEG und ging 1970 schließlich ganz in dieser auf.
Das Unternehmen stellte Produkte der Elektrotechnik, Feinmechanik und Metallbearbeitung her. Dabei spezialisierte es sich auf elektrotechnische Messinstrumente, Schaltapparate und Schaltanlagen für Hoch- und Niederspannung.

## Geschichte

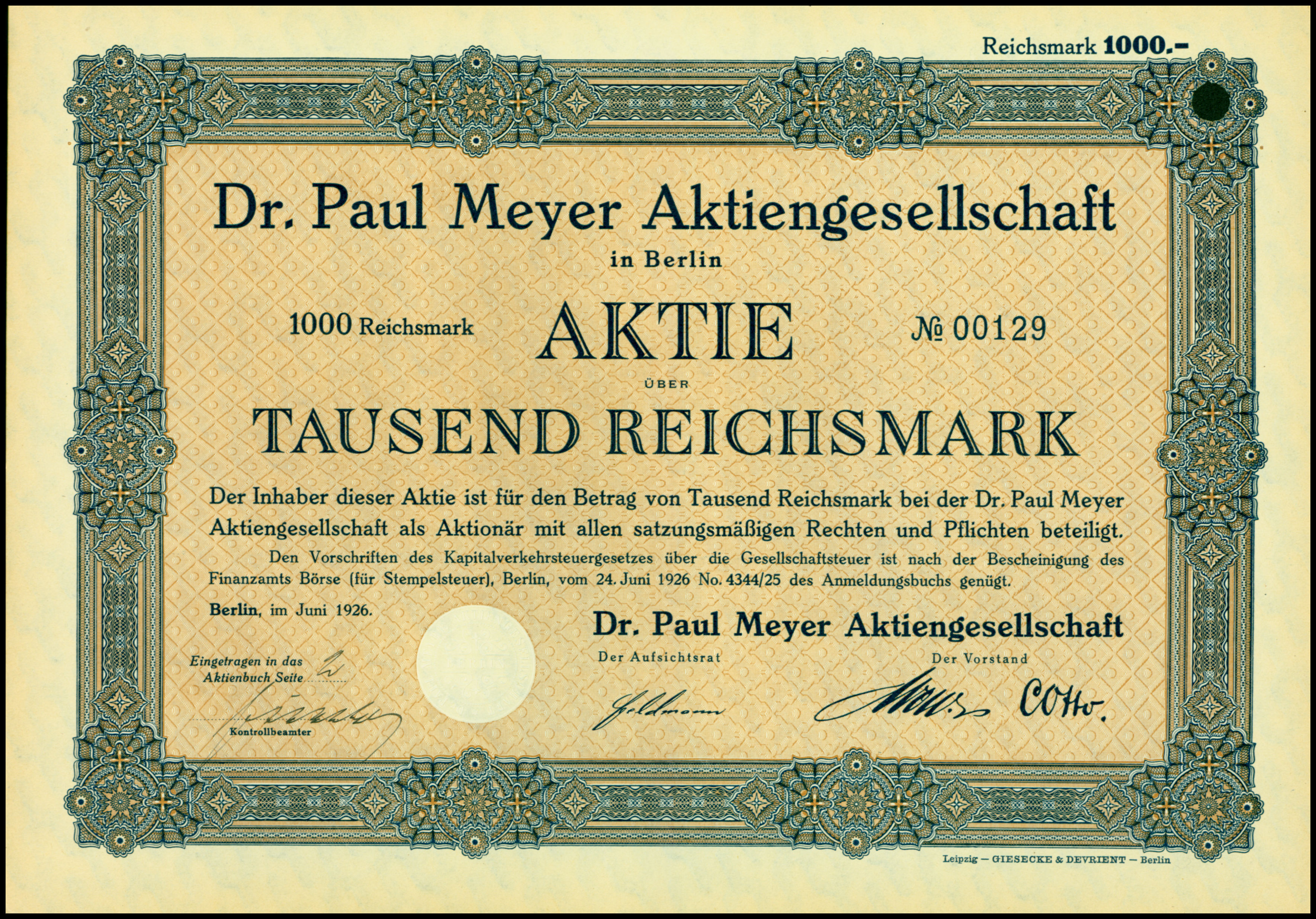
Aktie über 1000 RM der Dr. Paul Meyer AG vom Juni 1926

Ein Vorläufer, ebenfalls Paul Meyer genannt, entstand 1893 in Berlin-Rummelsburg.
Die Dr. Paul Meyer AG wurde 1899 gegründet, Direktor blieb Paul Meyer. Hauptsitz war in der Lynarstraße im Ortsteil Berlin-Gesundbrunnen im Berliner Bezirk Wedding. Das Unternehmen begann mit der Produktion von Schaltanlagen für die Elektrotechnik und den dazugehörenden Messinstrumenten. Dabei begann die Dr. Paul Meyer AG mit der Produktion für Niederspannungs-Anlagen und nahm erst um 1910 auch Hochspannungs-Anlagen mit ins Programm auf. Wichtige Kunden in diesem Geschäftszweig waren beispielsweise die Rheinisch-Westfälischen Elektrizitätswerke.
Im Jahr 1913 machte das Unternehmen 3 Millionen Reichsmark Umsatz und erzielte einen Gewinn von 300.000 Mark. Zu dieser Zeit hatte sie etwa 800 bis 900 Arbeiter.
Anfang der 1920er gelang es der AEG und der Dr. Paul Meyer AG, zusammen die Einführung des Distanzschutzrelais zur Sicherung von Stromnetzen durchzusetzen. In den 1920ern beschäftigte die AG allein im Berliner Bezirk Wedding 3.000 Arbeiter. Mitte der 1920 begannen Siemens-Schuckert und die AEG ein Oligopol auf dem deutschen Markt für Zähler- und Trafoanlagen aufzubauen. Sie kauften dabei sämtliche kleineren Mitbewerber – darunter die Dr. Paul Meyer AG – auf.
Nachdem die AEG sich 1927 fast zu 100 % an dem Unternehmen beteiligt hatte, kaufte die AEG 1931 den gesamten Warenbestand von der Dr. Paul Meyer AG und pachtete deren sämtliche Produktionsanlagen. Durch Umstrukturierungen innerhalb des AEG-Konzerns kam die Dr. Paul Meyer AG im Jahr 1935 an die Anteile, die die AEG an der Deutschen Werft besaß, 1937 übernahm die Dr. Paul Meyer AG die Anteile der AEG an den Bergmann Elektrizitätswerken. 1941 folgte die Namensänderung von Dr. Paul Meyer AG in Elektrofinanz AG.
In den Jahren 1966/1967 organisierte die AEG den Konzern um. Ehemals rechtlich eigenständige Töchter wie Telefunken oder Nationale Automobil-Gesellschaft wurden komplett in das Unternehmen eingegliedert, darunter auch die Elektrofinanz AG. 1969 erfolgte die Verlegung des Hauptsitzes nach Frankfurt am Main, bevor die AEG 1970 die Gesellschaft löschte.